# António Chagas Rosa
António Chagas Rosa (Lisboa, 1960 -) é um compositor português.

## Trabalhos
- Songs of the Beginning, DONEMUS, Amsterdam 1996.
- Trois Consolations, FERMATA, Porto 1999.
- Moh, FERMATA, Porto 1999.
- Sept Épigrammes de Platon, MUSICOTECA, Lisboa 1999.
- Melodias Estranhas, FERMATA, Porto 2001
- Quatrains du secret estude, FERMATA, Porto, 2004.

On CD
- Piano Sonata, by Nancy Lee Harper. NUMÉRICA Editora.
- Altro, by Jorge Salgado and Helena Marinho, NUMÉRICA Editora.
- 4 Cartoons, by Pedro Carneiro, Deux-Elles, UK.